# شاجی ان. کارون
شاجی ان. کارون (انگلیسی: Shaji N. Karun؛ زادهٔ ۱ ژانویهٔ ۱۹۵۲) کارگردان فیلم، فیلم‌بردار، عکاس و مستندساز اهل هند است.
وی برنده جایزه ملی فیلم بهترین کارگردانی شده‌است.